# Joris van Son
Joris van Son (Anversa, 1623 – 1667) è stato un pittore fiammingo.

## Biografia

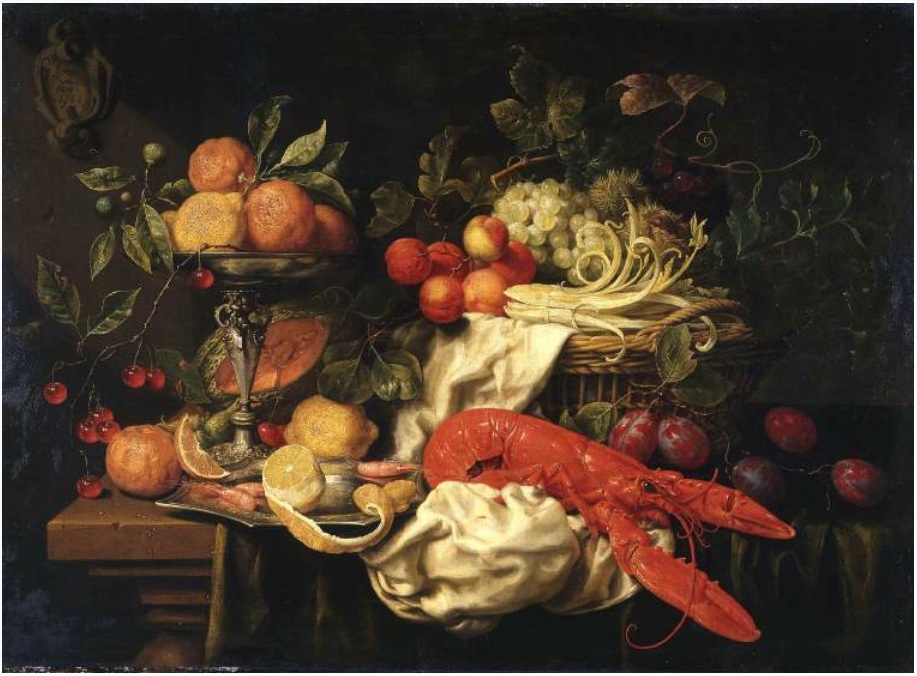
Natura morta con aragosta, Fitzwilliam Museum, Cambridge

Iscritto nella Gilda di Anversa nel 1643, godette ai suoi tempi di eccellente fama. I suoi dipinti richiamano quelli di Jan Davidsz de Heem e di Jan Pauwel Gillemans il Vecchio. Dipinse numerose Nature morte, tra cui le più importanti sono conservate a Cambridge nel Fitzwilliam Museum e nei musei di Bourges, Tours, Angoulême e Tournai; dipinse anche ghirlande di frutta, come la Ghirlanda che adorna un cartoccio col Santo Sacramento, 1650, nella Cattedrale di San Salvatore di Bruges e la Ghirlanda con San Michele, del 1657, ora al Museo del Prado di Madrid. Dipinse inoltre numerosi fiori, come Fiori e frutta, 1665, Statens Museum for Kunst, Copenaghen, e Fiori, granchi e frutta, 1658, Museum Kunstpalast, Düsseldorf.
Suoi allievi furono tra il 1652 e il 1655 Cornelis van Huynen, Frans van Everbroeck, Jan Pauwel Gillemans il Giovane.
Lasciò tre figli, uno dei quali, Jan Frans imitò le opere del padre.